# William Ernest Victor Abraham
Sir William Ernest Victor Abraham, CBE, britanski general, * 21. avgust 1897, † 6. februar 1980.

## Odlikovanja
- CBE
- India General Service Medal
- 1939-1945 Star Medal
- Africa Star with Silver Rose Medal
- Italy Star Medal
- Defense Medal (1934-1945)
- Burma Star Medal
- King George VI Coronation Medal
- Mention in Dispatches Oak Leaf Cluster